# 控球型投手
控球型投手，又称技巧型投手，是棒球运动中，主要依靠精准投球，而非依赖球速的投手。

## 概要
控球型投手通过发出低于平均水平的保送次数，表现出对投球的良好控制。控球良好的投手能够在不同的位置对所有打者投出所有的球种，无论击球手、球数和比分如何。
根据美國棒球投手柯特·席林的说法，“控球是投出好球的能力，而指挥是投出高质量好球的能力。”另一个关于控球的定义是“将球准确地投到本垒的能力。”最佳的控球投手每场比赛的保送次数只有一次。控球对取得领先至关重要，从而在对打者获得优势，防止他们上垒。用来衡量控球的统计数据包括：
- 保送率（BB/9）：每九局的四坏球保送数。
- 三振/保送比率

控球型投手避免让对手获得保送，不同于速球型投手通过三振打者和使球出界。棒球历史上三位最著名的控球投手分别是克里斯蒂·马修森、弗格森·詹金斯和格雷格·麦达克斯，尽管麦达克斯和詹金斯也拥有相当可观的三振总数（二者均为3000三振俱乐部的成员），因为他们能够改变速度并且投球具有欺骗性。